# Арингтон (Вирџинија)
Арингтон (енгл. Arrington) насељено је место без административног статуса у америчкој савезној држави Вирџинија.

## Демографија
По попису из 2010. године број становника је 708.
| Група             | 2000.    | 2010.       |
| Белци             | 0 (0,0%) | 451 (63,7%) |
| Афроамериканци    | 0 (0,0%) | 227 (32,1%) |
| Азијати           | 0 (0,0%) | 1 (0,1%)    |
| Хиспаноамериканци | 0 (0,0%) | 24 (3,4%)   |
| Укупно            | 0        | 708         |